# أصدقاء (فلم)
لان أو الأصدقاء (بالصومالية: Laan) هُو فيلم قصير جيبوتي صدر سنة 2011 وأخرجته لولا علي إسماعيل.

## طاقم التمثيل
- فاطومة محمد جمعة.
- لولا علي إسماعيل.
- فردوسة موسى عيكه.
- محمد أحمد إسماعيل.

## روابط خارجية
مقالات تستعمل روابط فنية بلا صلة مع ويكي بيانات